# Чалышев, Константин
Константин Чалышев (хорв. Konstantin Čališev; 18 марта 1888, Купянск, Харьковская губерния — 18 июля 1970, Загреб) — российский и югославский инженер, преподаватель и автор учебников по статике. Первый учёный в истории Хорватии, получивший степень доктора технических наук.

## Биография
Константин Чалышев родился весной 1888 года в Купянске. После окончания начальной школы он поступил в среднюю школу в городе Изюм, которую окончил в 1906 году. В 1911 году окончил инженерно-строительный факультет Киевского технического училища, после чего в качестве инженера принял участие в работах по расширению электростанций в Харькове и Киеве, а затем в роли геодезиста провёл ряд мелиоративных мероприятий на Крымском полуострове. В 1913 году Чалышев получил приглашение в Высшую инженерную школу Санкт-Петербурга, где занял должность преподавателя механики. Во время Первой мировой войны он совмещал свою преподавательскую деятельность с инженерными работами по ремонту и строительству мостов и железных дорог, а также с проведением испытаний авиационной техники. После свержения российской монархии он отправился в Киев, где занял должность ассистента в Академии наук, которая в 1919 году отправила Чалышева в служебную поездку в Веймарскую республику, из которой Константин обратно не вернулся.
В 1921 году Чалышев переехал из Германии в Хорватию, где на кафедре механики Загребской Высшей технической школы занял должность ассистента профессора и инженера Степана Тимошенко. Спустя год Чалышев стал первым человеком в Хорватии, получившим степень доктора технических наук, так как защиту своей диссертации Константин провёл вскоре после принятия в Хорватии нормативно-правового акта о начале присвоения учёным данной регалии. После преобразования Высшей технической школы в Технический факультет Загребского университета Чалышев остался в его преподавательском составе, со временем достигнув назначения на профессорскую должность. Но его научная деятельность не ограничивалась одним лишь преподаванием, Чалышев также был известен как автор статей для европейских научных журналов «Bauingenieur», «Eisenbau», «Građevinski vjesnik», «Tehnički list» и «Tehnološki pregled» и как автор четырёх учебников по статике. Помимо этого, он проводил исследования в гидротехнических областях науки, в частности им были развиты некоторые идеи Гашпара Кани, Отто Вернера и Райко Кушевича, следствием чего стала разработка Чалышевым метода определения движения жидкости в системах труб, с известными точками входа и выхода, но с неизвестным направлением потока между ними. В силу того, что исследования на хорватском языке были не столь популярны среди мирового научного сообщества, пальма первенства открытия данного метода отошла американскому инженеру Харди Кроссу, представившему десятью годами позднее миру своё, весьма схожее с изысканиями Чалышева, исследование на эту же тему, впоследствии получившее широкое распространение в США под названием «Метод Харди Кросса».